# Leo Klejn
Lev Samuilovich Klejn (Vítebsk, Bielorrusia, 1 de julio de 1927-San Petersburgo, Rusia, 7 de noviembre de 2019), más conocido como Leo Klejn, fue un arqueólogo, antropólogo y filólogo ruso.

## Orígenes y formación
Fue hijo de dos médicos judíos, el polaco Stanislav Semenovich (originalmente Samuil Simkhovich) y Asya Moysseevna. Sus abuelos eran ricos: uno dueño de una fábrica y el otro comerciante altamente calificado.
Stanislav Semenovich sirvió como oficial médico en el ejército voluntario antibolchevique (ejército blanco) durante la Guerra Civil Rusa. Al final de la guerra se había unido al Ejército Rojo, pero nunca fue miembro del Partido Comunista. En 1941, los dos padres de Klejn fueron reclutados para servir en la Gran Guerra Patria, mientras que el resto de la familia fue evacuado, primero a Volokolamsk y luego a Egoryevsk cerca de Moscú, y luego a Yoshkar-Ola en la República Autónoma de Mari, ASSR. Allí, Klejn trabajó en una granja colectiva antes de abandonar la escuela a la edad de 16 años y se unió al 3.er Frente Bielorruso como civil. Después de la guerra, la familia se estableció en Grodno y Klejn estudió durante un año en una escuela técnica ferroviaria.
Mientras todavía estaba en la escuela secundaria, Klejn creó una organización liberal clandestina llamada 'Prometheus'. Esto llamó la atención de la KGB, pero debido a la edad de los involucrados no hubo consecuencias graves.
Al graduarse de la escuela secundaria, Klejn ingresó en el Grodno Pedagogical Institute en la Facultad de Lengua e Historia. En 1947, después de un año allí, habló en contra del Primer Secretario del Comité del Partido de Grodno en una conferencia y se vio obligado a irse. Se transfirió a la Universidad Estatal de Leningrado, primero como estudiante libre y luego a tiempo completo. En Leningrado estudió arqueología bajo Mijaíl Artamónov y filología rusa bajo Vladimir Propp. Mientras estuvo allí, siguió actuando en contra del dogma del partido, leyendo un periódico que criticaba el trabajo de Nicholas Marr. Sin embargo, Klejn escapó a la expulsión por esto, ya que poco después las teorías de Marr fueron denunciadas por el propio Stalin.

## Carrera

### Consolidación profesional
Graduado con honores de la Facultad de Historia en 1951, trabajó como bibliotecario y profesor de secundaria durante seis años antes de regresar a Leningrado para realizar estudios de posgrado en arqueología. Comenzó a trabajar en el Departamento de Arqueología en 1960 y se convirtió en profesor asistente allí en 1962. Esto era inusual ya que Klejn era judío y no miembro del Partido, pero fue nombrado para el puesto por una sesión especial del Bureau del Partido de la facultad sobre la base de sus calificaciones académicas. Fue galardonado con un título de «candidato a las ciencias» (equivalente a un doctorado) en 1968, defendiendo una tesis sobre los orígenes de la cultura Catats de Donetsk. En 1976 fue nombrado profesor asociado.
Su primer trabajo impreso se publicó en 1955 y su primera monografía en 1978. Participó en una serie de expediciones arqueológicas de trabajo de campo en Rusia, Bielorrusia y Ucrania, las últimas cinco temporadas como jefe de la expedición. Estas incluyeron excavaciones de las primeras ciudades rusas y de la Edad del Bronce y túmulos escito-sármatas.

### Persecución
Klejn continuó irritado contra el establecimiento académico apoyado por el Partido. En la década de 1960, organizó una serie de seminarios sobre la teoría varangiana de los orígenes del Rus de Kiev donde contradecía la posición antinormandista oficial. Luego, en los años 1970, comenzó a trabajar en problemas teóricos de la historia y la arqueología, un tema que había sido completamente descuidado desde las depuraciones académicas de Stalin en la década de 1930, y se encontró contradiciendo la teoría marxista ortodoxa del materialismo histórico. Su publicación frecuente en revistas extranjeras también causó alarma.
A principios de la década de 1970, el hermano de Klejn, Boris, que entonces enseñaba en un instituto de Grodno, fue despedido y despojado de su título por hablar en contra de la invasión de las tropas soviéticas en Checoslovaquia. Su amistad con el escritor bielorruso deshonrado Vasil Bykov también jugó un papel en esto. Luego, en 1981, el propio Klejn fue arrestado por homosexualidad por orden de la KGB. Durante una búsqueda, se le colocó pornografía, pero de manera demasiado cruda, y el tribunal no pudo aceptar la evidencia. Sin embargo, Klejn fue condenado y encarcelado. La comunidad académica, sin embargo, interpretó esto como un intento de deshacerse de un alborotador en lugar de una acusación genuina y salió en su defensa. Klejn ni afirmó ni negó la acusación, incluso después de que la homosexualidad fue despenalizada, sobre la base de que la orientación sexual de un individuo no debe ser la preocupación de la sociedad o el estado. Pero en su diario relata una «investigación» paralela conducida por sus compañeros presos (para determinar su tratamiento) que concluyó que no era homosexual. Eventualmente, la sentencia inicial fue revocada por un tribunal superior y conmutada por dieciocho meses de detención, que en este momento Klejn casi había cumplido. Después de su liberación, Klejn, al igual que su hermano, fue despojado de su título. Describió sus experiencias penitenciarias bajo el seudónimo de Lev Samoylov en la revista Neva y en su propio nombre en el libro The World Turned Upside Down.

### Carrera posterior
Klejn permaneció sin un puesto académico durante diez años después de su liberación. Después de la Perestroika, comenzó a publicar nuevamente y, en 1994, defendió una nueva tesis y obtuvo el título de doctor en ciencias por votación unánime. Fue cofundador de la Universidad Europea de San Petersburgo y enseñó allí hasta su retiro en 1997 a la edad de 70 años. Desde entonces fue profesor visitante en varias instituciones, incluyendo las Universidades de Berlín Occidental, Viena, Durham, Copenhague, Liubliana, Turku, Tromse, Washington en Seattle y la Escuela Superior de Antropología de Moldavia. En 2001 dejó de enseñar siguiendo un tratamiento contra el cáncer; pero continuó investigando y publicando. En sus últimos años fue columnista de Troitsky Variant.

## Trabajos
Toda una serie de libros y artículos de Klejn sobre arqueología son terminados por su Metaarqueología de 2001 (Introducción rusa a la arqueología teórica, edición inglesa de 2004).

### Arqueología teórica
Klejn ha sido uno de los escritores más importantes del mundo en arqueología teórica, un término que él acuñó, desde la década de 1970. Según Klejn, las teorías arqueológicas son programas de procesamiento de información basados en una idea explicativa particular. Además, las teorías se convierten en metodología al estipular un conjunto de técnicas estándar.
La elaboración de Klejn de una teoría especial para la arqueología iba en contra de la visión soviética de que el materialismo histórico era la única base teórica de las humanidades. También estaba en conflicto con la comprensión tradicional soviética de los estudios históricos, que consideraba que la historia abarcaba todas las demás disciplinas humanísticas y de ciencias sociales que estudiaban el pasado. Según Klejn, la arqueología no es un subcampo de la historia ni una "historia armada con una espada", como sostuvo una influyente escuela de arqueología rusa, sino una disciplina de estudio de fuentes similar a la ciencia forense en su metodología. Procesa las fuentes arqueológicas, y las traduce al lenguaje de la historia, y finalmente las transfiere al historiador para su incorporación a una síntesis histórica. Las preguntas típicas de la arqueología son qué, cuándo, dónde, de dónde y cómo, mientras que la pregunta del historiador es por qué o a causa de qué.
Klejn pone especial énfasis en los métodos rigurosos de interpretación, para protegerse contra la manipulación de antigüedades al servicio de objetivos políticos. Su 'arqueología escalonada' delineó tres procedimientos de investigación: empíricos, deductivos y de resolución de problemas, cada uno con una clara sucesión de etapas de investigación, ajustadas a diferentes objetivos de investigación. Su trabajo sobre clasificación y tipología en arqueología intentó esbozar una estrategia para producir clasificaciones que son útiles y objetivamente válidas. Este enfoque "sistémico", que ha sido influyente en la arqueología rusa, hizo hincapié en que es necesario algún conocimiento inicial sobre el material que se clasificará como un todo para construir un sistema confiable de clasificación, y por lo tanto que el proceso debe funcionar 'hacia atrás' (en relación con el procedimiento recibido) de culturas a atributos.
- A partir de un estudio de los principios que subyacen a la interpretación del material arqueológico, Klejn llegó a la conclusión dialéctica de que están agrupados en dos filas, con cada principio en cada fila enfrentando directamente su opuesto en la otra fila. Ambas filas están activas en arqueología, y ambas son válidas. Uno debe elegir uno de ellos o encontrar el equilibrio entre dos. Este descubrimiento tiene implicaciones para el proyecto de desarrollar un arqueólogo de inteligencia artificial. Esta posición se detalla en The Principles of Archeology (2001).
- El interés de Klejn en la etnogénesis lo obligó a abordar el problema de cómo sintetizar diferentes tipos de fuentes y con el lugar de las fuentes arqueológicas en esta síntesis. En la opinión de Klejn, la etnología es una categoría de la psicología social. Esto implica que la noción de un origen común es la idea de unión de la etnia, y cualquier atributo real (la comunidad del lenguaje, la raza, la religión, la cultura, etc.) se adjunta en diversas combinaciones a esta noción. Prácticamente los problemas de la etnogénesis se reducen al descubrimiento de los orígenes y la historia de las comunidades lingüísticas. Entonces, la cuestión de los orígenes de las personas es ante todo un problema lingüístico. Sin embargo, no hay una coincidencia inevitable del lenguaje con la cultura arqueológica, y aún menos hay una coincidencia de las líneas de sucesión del lenguaje y la cultura. Por lo general, la cultura arqueológica tiene muchas raíces y no es inevitable que el idioma se transmita junto con la contribución cultural más intensa. Esta es la razón por la cual la continuidad lingual no se corresponde con la cultural. La génesis cultural no es etnogénesis. Al rastrear líneas de continuidad lingual a partir de una síntesis de diferentes fuentes, se debe dar prioridad a las fuentes linguales. Las fuentes arqueológicas solo pueden verificar y respaldar estas investigaciones.
- Klejn criticó la idea de orígenes locales omnipresentes, una idea que fue heredada de la enseñanza de Marr y fue establecida por consideraciones ideológicas (como presuntamente patrióticas). Klejn elaboró criterios de migraciones que permitieron más libertad en la reconstrucción de las migraciones que los criterios precavidos previos. En su lucha contra las ilusiones de los orígenes locales introdujo el concepto de "secuencias" (secuencias de culturas), con una distinción entre las secuencias de columnas y pistas (las últimas no están confinadas a un solo territorio). El material arqueológico se nos da en las secuencias de columnas y debe ser transferido para seguir las secuencias.
- Historiografía. Habiendo expuesto y evaluado varias tendencias y habiendo verificado las teorías generales de la arqueología con respecto a su realización, para Klejn la historia de la disciplina arqueológica naturalmente se convirtió en una rama de la arqueología teórica. Su A Panorama of Theoretical Archaeology[14] (1977) provocó una gran discusión en la literatura mundial. Bruce Trigger[15] saludó el surgimiento de tal trabajo del lado soviético con las palabras: "Ya no son de otro planeta". Klejn fue el primero que concilió la arqueología rusa con nuevas tendencias en la arqueología mundial. Su libro The New Archeology (2009) fue publicado treinta años después de haber sido escrito, pero fue leído previamente en manuscrito. Su History of Archaeological Thought (2011) de dos volúmenes apareció como la primera historia de la arqueología mundial en Rusia: no existía tal libro previamente en Rusia. La Historia de la Arqueología Rusa,[16] de dos volúmenes ofrece por primera vez un nuevo enfoque de la historia de una disciplina: presentar, por separado, la historia de los acontecimientos, la historia de las ideas y la historia de las personas (biografías). Su libro The Phenomenon of Soviet Archaeology (1993) ofrece el primer análisis completo y franco de la arqueología soviética y cubre el período hasta poco después del final de la era soviética (había comenzado a escribirse antes de esta época). El libro ha sido traducido al español, alemán e inglés.[17]

### Estudios arqueológicos particulares de Klejn

#### Cultura de las catacumbas
Con respecto a estudios arqueológicos particulares, Klejn ha estudiado principalmente la cultura de las catacumbas de la Edad del Bronce (III Mill. B.C.) en Ucrania y en las estepas Volga-Don. Excavó túmulos en las estepas de Ucrania y en el sur de Rusia, y el tema de su disertación de doctorado fue los entierros de catacumbas. Al principio negó por completo el origen local de este pueblo y, en su lugar, propuso la migración desde Jutlandia a través de la llanura del Danubio. Más tarde (en 1970) argumentó que no se trata de una cultura única sino de varias culturas (esto ahora es aceptado por todos). Finalmente, sobre la base de la comparación con las culturas de la India y el Rig-Veda, llegó a la conclusión de que estos eran antepasados de los indo-arios. Por lo tanto, admitió que la población local de la cultura Pit-grave desempeñó un papel en la formación de las culturas de las Catacumbas: la cultura Pit-grave se había conectado hace mucho tiempo con la de los arios (indo-iraní, es decir, indo-arios e iraníes) . Una separación tan temprana entre indoarios y iraníes conduce a una revisión de la época en que se produjo la división de la comunidad indoeuropea; esto también debe haber ocurrido antes de lo que se había pensado anteriormente.

#### Etnogénesis
Desde el principio, Klejn tuvo un gran interés en los problemas de la etnogénesis: su primer trabajo impreso (1955) estuvo dedicado al origen de los eslavos. Más tarde, Klejn profundizó en los problemas de los orígenes de los indoeuropeos, especialmente en su rama sudoriental: arios, griegos, armenios, frigios y tocáricos. Postuló la existencia del subgrupo indoeuropeo en el pasado: los greco-arios, incluidos los antepasados de los aruanos, griegos, arnbianos y frigios. Sus libros Ancient Migrations y The time of Centaurs: la estepa Urheimat de los arios y los griegos se dedicaron a estos problemas.

#### El problema normando
Se dice que como historiador y arqueólogo Klejn contribuyó a la resurrección de la llamada teoría normandista, asignando a los vikingos un papel significativo en el establecimiento del antiguo estado ruso y viendo a los Ryurikovich (la primera dinastía rusa) como de orígenes escandinavos. Klejn jugó un papel en la controversia del antinormandismo contra el supuesto normandismo, e incluso fue el principal litigante en la tercera disputa pública sobre esta cuestión (cada disputa se separó de la última por el espacio de un siglo). En la primera Miller discutió ferozmente contra Lomonosov, en la segunda Pogodin contra Kostomarov, en la tercera Klejn contra Shaskolsky. En la época soviética, la aceptación de la participación de los normandos en la construcción del estado ruso se consideraba antipatriótica, peligrosa y perjudicial. Al principio, Klejn intentó minimizar el alcance del normandismo para que este concepto, esta acusación, no se le pudiera aplicar (y a otros investigadores objetivos). Con los años, Klejn comenzó a avanzar más francamente. En su opinión, de hecho no existe una teoría normanda: el normandismo no existe y nunca lo hizo como doctrina académica. Por el contrario, el antinormandismo existe, pero solo como una plataforma ideológica, basada en un complejo de inferioridad ruso. Es muy característico que, aunque los normandos capturaron gran parte de Gran Bretaña y Francia y llevaron a cabo raccias en Alemania, España y Bizancio, el antinormandismo solo existe en Rusia. Ni los franceses ni los británicos niegan estos hechos. La lucha del antinormandismo contra el normandismo no es una crítica de una teoría, sino simplemente una discusión sobre los hechos. Ahora hay muchos eruditos rusos eminentes que ocupan el mismo puesto (A. N. Kirpichnikov, E. A. Melnikova, E. N. Nosov, V. Ya. Petrukhin a. O.). La contribución de Klejn es que en su obra The Varangian Controversy expone en detalle los argumentos de ambos lados, sopesa estos argumentos y muestra su valor. Es significativo que haya estructurado la discusión colocando los argumentos en los escalones de una escalera que conduce a las posiciones más odiosas. A partir de entonces la caótica multiplicidad de hechos e ideas relacionadas con el tema ha recibido una estructura y un orden. Se ha vuelto más fácil evaluar el significado de cada razón cuando uno tiene en mente su lugar en toda la discusión.

#### Otros campos
Klejn también es responsable de algunos otros estudios e hipótesis arqueológicas originales: la identificación de los llamados cetros zoomórficos de Eneolítico; el estudio de los dados en túmulos de estepas; el estudio detallado de la acumulación de Karbuna de la cultura temprana de Tripolyean; la identificación de los pre-hititas con la cultura de Baden; la reconstrucción de la migración frigia a la India mil años antes de Alejandro Magno; etc.

### Estudios homéricos
Sus estudios homéricos son notables en la filología rusa: los libros Anatomía de la Ilíada, Héroes incorpóreos y otras obras (son casi desconocidos para Occidente porque aún no han sido traducidos). Los estudios de Klejn sobre Homero en los años 1980 se derivaron de su estudio de la Edad del Bronce de Europa (durante muchos años dio un curso de conferencias sobre la Edad del Bronce de Europa en la Universidad de Leningrado).
Prestó atención al hecho de que la ciudad excavada en Hisarlik (Turquía) es radicalmente diferente de Troya, como se describe en la Ilíada. Además de las inconsistencias entre el texto y la realidad, podría preguntarse por qué los héroes principales y otros fenómenos tienen nombres dobles. En la épica: Troya es Ilios, el río Scamandre es también Xanthos, el príncipe troyano se llama a veces Paris, a veces Alejandro; los héroes principales de los griegos, Aquiles y Diomedes, perciben los mismos hechos e incluso son heridos en el mismo lugar (en el tobillo) y en el poema no se encuentran: cuando uno emerge, el otro desaparece. Klejn llegó a la conclusión de que los alemanes de los siglos XIX y principios del XX (H. Düntzer, Th. Bergk, A. Fick, P. Kauer, E. Bethe) tenían razón: la obra épica estaba compuesta de diferentes canciones que tenían sus propios (y paralelos) héroes. Mediante un análisis estadístico, Klejn mostró que este paralelismo se combina con la distribución de los epítetos, así como con la distribución de las palabras (en el griego original, por supuesto). De esta manera, parecía posible discernir en el texto seis fuentes independientes unidas en el poema épico como partes dispersas intercaladas entre sí.
Otros estudios demostraron que los héroes principales de la Ilíada: Aquiles, Ajax, Néstor y otros no eran personalidades históricas ya que se presentan como héroes de culto semimíticos casi parecidos a los santos cristianos, cada uno responsable de una esfera especial de vida: Aquiles fue guardián de los barcos, Néstor, un sanador, Odiseo, un mago y adivino, y en el poema, como quiera que se les mencione, están esencialmente ocupados con sus ocupaciones iniciales.
Klejn (en común con algunos estudiosos antes que él) llegó a la conclusión de que no había una guerra de Troya histórica ni una captura de Troya por parte de los griegos. No poseemos la más mínima prueba arqueológica de estas cosas, mientras que, por el contrario, hay muchas refutaciones. En general el épico es un género en el que los malos eventos (para las personas) se transforman en su revés: las derrotas resultan ser victorias. La ciudad excavada por Schliemann no es Troya en absoluto, aunque es Ilios. En las fuentes escritas hititas, se mencionan dos pueblos diferentes en el oeste de Asia Menor: Truya, esto es Troya, y Wilusa, que es griego (W) Ilios.
En los libros de Klejn hay muchos mapas, tablas comparativas y gráficos estadísticos. El historiador ruso más eminente del mundo antiguo Igor M. Dyakonov declaró en forma impresa que las inferencias de Klejn son imposibles de refutar y que posiblemente de estos libros comienza una nueva época en los estudios homéricos.

### Estudios antropológicos

#### Teoría de la comunicación de la evolución cultural
Klejn mismo sostenía que su teoría de la comunicación de la evolución cultural es su contribución más interesante a la antropología, aunque no pudo tener éxito en la elaboración de esta teoría en detalle (se presenta solo en algunos artículos menores). Muchos estudiantes modernos imaginan la cultura como una cierta cantidad de información. Pero si es así, entonces la transmisión de la cultura de una generación a la siguiente puede presentarse como una red de comunicación distribuida en el tiempo y no solo en el espacio. En ese caso, el flujo de información estará expuesto al impacto de los mismos factores que influyen en cualquier cadena de comunicación (radio, teléfono, etc.). Para que la información llegue a su fin, necesitamos repetición, una cantidad de canales con una buena capacidad de transmisión, etc. Queda por ver qué fenómenos culturales, promoviendo u obstaculizando la transmisión de información, corresponden a estos factores físicos. Por ejemplo, los canales de comunicación pueden incluir a la familia, la escuela, la corte, el club, etc. La repetición de la información cultural puede ser diaria (lavarse a sí mismo, comportamiento en la mesa, etc.) o semanal (división los días de la semana y feriados), etc. .
Puede ser posible incluir fórmulas matemáticas de evolución cultural dentro de esta teoría; y es posible utilizar esta teoría en la actualidad para, por así decirlo, ver la dirección indirecta de la cultura. Hay usos explicativos para esta teoría en arqueología. Por ejemplo, con respecto a la explicación de la migración: si solo una fracción de la población se mudara —digamos, guerreros jóvenes— simplemente no podrían aprender de su patria aquellas formas de cultura que rara vez se repetían, por ejemplo, las costumbres funerarias. En tal caso, aunque podría haber ocurrido una migración, no necesariamente esperaríamos encontrar la transferencia mayoritaria de todas las formas de cultura.

#### Contradicción entre la cultura moderna y la naturaleza del hombre
En varias obras, Klejn discute la idea de la contradicción entre la cultura moderna y la naturaleza del hombre. Este tratamiento está lejos del estado de ánimo de Rousseau y se basa en la Sociobiología. Desarrollando las ideas de Konrad Lorenz y Desmond Morris, la idea de Klejn se basa en el hecho de que en cada etapa de la evolución biológica del hombre, este se ha formado por adaptación a las condiciones no solo del entorno natural sino también del medio sociocultural. Sin embargo, los tiempos de evolución sociocultural son mucho más rápidos que los de la evolución biológica: la evolución sociocultural no necesita esperar a que cambien las generaciones. Si bien la evolución biológica no ha terminado ni una sola etapa del homo sapiens, la evolución sociocultural ha pasado por el Paleolítico Superior, el Mesolítico, el Eneolítico, el Neolítico, la Edad del Bronce y la Edad del Hierro, y todas las épocas de la civilización, y ahora ha entrado en la Era Atómica y la de la Computación. Sin embargo, nuestras características psicofisiológicas siguen siendo las mismas que en la Edad de Piedra: estaban, y están, adaptadas a esas condiciones. Esto concuerda con la observación de Freud: estamos descontentos con la cultura moderna porque, por nuestra naturaleza, no estamos adaptados a ella. Por lo tanto, hay una cantidad de fallecimientos específicos y problemas psíquicos que se están convirtiendo en problemas sociales. Sin embargo, en la cultura existen varios mecanismos compensatorios para disminuir esta tensión. Sin embargo, cuando en algunos ambientes hay una falta de cultura, desde el interior del hombre irrumpe un salvaje, y así la sociedad, cuando se deja a la autoorganización (como en El Señor de las Moscas), restaura (mutatis mutandis) las formas primordiales de vida. Esto se puede ver en el ejemplo de los campos de trabajos forzados, el acoso escolar (por edad) entre las tropas del ejército, etc.
Klejn desarrolla esta idea en el libro The World Turned Upside Down (en forma de revista en 1988-1991 y en el libro de 1993, con varias ediciones y traducciones, la última de 2010).

#### Religión pagana eslava oriental
Un estudio de la religión pagana eslava oriental es otro tema de los estudios antropológicos de Klejn. Después de haber encontrado rastros del culto de Perun en el folclore Vaynakh (checheno e ingush), Klejn primero buscó restos históricos de una antigua intrusión del paganismo eslavo en el Cáucaso. Conectó las huellas del culto de Perun no solo con esas pocas reliquias de este culto que se conservaban en la cultura rusa, sino también con el amplio círculo de fenómenos etnográficos de esa cultura. El culto de Perun parecía estar relacionado con las imágenes de Rusalka, Yarilo, Kostroma y otros. Klejn interpretó al propio Perun como un dios moribundo y resucitado (muchos de esos dioses se encuentran en las mitologías de varios países). Muchos otros problemas también fueron resueltos. De modo que, según Klejn, Maslenitsa no era una fiesta antigua, sino ritos paganos del solsticio que se apartaron para dar paso a los ayunos cristianos. Klejn considera que Veles es una deidad tardía que imita al cristiano San Blas. Estas posiciones se exponen principalmente en el libro Resurrección de Perun: un acercamiento a la reconstrucción de la religión pagana de eslava oriental.

#### Estudio sobre la música
El libro de Klejn sobre música, Harmony through the Ages, fue publicado en 2010. También tenía una educación musical (piano), en sus años de estudiante Klejn era el líder de un grupo de música popular, en sus años de enseñanza fue responsable de actuaciones musicales de aficionados en la Universidad. En los años 70, escribió un libro sobre música donde estableció conexiones entre el rock y la música clásica, pero el manuscrito, al haber entrado en Samizdat, tuvo que presentarse ante la KGB y no se publicó en ese momento. No se ha vuelto obsoleto. Las reflexiones de Klejn sobre la música son de carácter antropológico. Considera varios sistemas de armonía y establece su correspondencia con la psicología social de diferentes épocas. Muchos sistemas de música clásica influyen, y tienen sus equivalentes, en la música popular. El libro no está escrito exclusivamente para músicos profesionales ya que usa un lenguaje accesible.

#### Estudios sobre la homosexualidad
Después de que Klejn fue acusado de relaciones homosexuales, se interesó por la cuestión de la homosexualidad en general y comenzó a estudiarla. Al abordarlo como antropólogo, clasifica la pregunta como que cae bajo la rúbrica de la antropología del comportamiento desviado.
Klejn llega a la conclusión de que la homosexualidad no es de ninguna manera contagiosa y no se hereda a través de la línea masculina, que en diferentes sociedades y en diferentes épocas su distribución es aproximadamente igual, solo varía el grado de reticencia. Klejn aboga sistemáticamente por su despenalización y desmedicalización pero, al mismo tiempo, de manera distinta de otras figuras liberales, a) considera la homosexualidad en su aspecto biológico una patología (mientras que, en los aspectos culturales, las normas de comportamiento son convencionales y culturalmente dependientes); b) no considera que las acciones de orgullo gay (llamadas erróneamente en Rusia gay-parades) sean razonables y apropiadas (las acciones en defensa de los derechos civiles de los homosexuales son otro problema); c) es muy crítico con la subcultura homosexual.
Su libro The Other Love considera varias teorías y puntos de vista sobre la homosexualidad desde la antigüedad hasta el presente, teorías sobre los orígenes de la homosexualidad y la evolución de la homosexualidad en varias sociedades y en varios períodos históricos. El libro Another Side of the Luminary considera el amor inusual de personalidades destacadas. Específicamente está dedicado a la homosexualidad en las historias de la vida de conocidas figuras rusas, desde Iván el Terrible hasta Rudolf Nuréyev. Todavía en manuscrito hay un tercer libro dedicado a figuras no rusas, desde Sócrates y Platón hasta Leonardo da Vinci y el presidente estadounidense Abraham Lincoln. El objetivo del libro no es justificar la homosexualidad haciendo referencia a homosexuales famosos, sino más bien considerar cómo las personalidades sobresalientes lidiaron con este difícil problema psicológico y no todas se consideran como figuras positivas.
Entre las obras completas de Klejn, este tema ocupa un espacio relativamente pequeño, pero es razonable proporcionar breves exposiciones de estos libros porque en Internet estos libros se han reproducido con frecuencia, pero de manera engañosa, generalmente sin la inclusión de capítulos críticos, y dan así una falsa impresión.

## Influencia de Klejn
A veces se puede encontrar la expresión "escuela de Klejn". Sin embargo, el propio Klejn niega el juicio sobre si tal escuela existe ya que es una cuestión de convención: depende de lo que se toma como una "escuela". Sin embargo, su impacto en la arqueología (y no solo en la arqueología) es indudable y se ve subrayado por la convocatoria a una discusión de su trabajo en una conferencia internacional en diciembre de 2011 en Inglaterra. Esta se dedicó a la contribución de Klejn a la arqueología rusa, europea y mundial. Varios eruditos conocidos tuvieron la experiencia del seminario de Klejn: V. S. Bochkarev, V. A. Safronov, M. B. Shchukin, G. S. Lebedev, V. A. Bulkin, B. A. Raev, Yu.Yu. Piotrovsky, I. V. Dubov, E. N. Nosov, Yu. M. Lesman, L. B. Vishnyatsky, E. M. Kolpakov, O. A. Shcheglova, A. D. Rezepkin, V. Ya. Stegantseva, V. A. Dergachev, A. A. Kovalev, A. M. Smirnov, S. Zh. Pustovalov, y muchos otros. V. A. Lynsha y otros estudiantes que vinieron a Leningrado desde otras universidades, para complementar su formación, también se establecieron como alumnos de Klejn. Los que estudiaron bajo la guía de Klejn o experimentaron su influencia no fueron solo arqueólogos; había, entre otros, también el filósofo-lógico B. I. Fedorov, el antropólogo A. G. Kozintsev, el lingüista N. Kazansky, el orientalista M. A. Rodionov, el historiador de arte V. V. Esipov.
En cierta medida, la influencia de las ideas de Klejn afectó a toda la arqueología de Leningrado-Petersburgo, así como a muchos arqueólogos en el noroeste de Rusia, Siberia, Ucrania y Moldavia. Los arqueólogos en Moscú también se vieron afectados por el trabajo de Klejn en la medida en que fue a través de él que se conocieron las ideas de fuera de Rusia.
En lo que respecta a las relaciones con la arqueología occidental, en los años más difíciles para la cooperación internacional fue Klejn quien mostró a los arqueólogos del mundo que la arqueología soviética "ya no era de otro planeta" (expresión de Trigger). Apoyó las virtudes de la arqueología rusa en que demostró que contenía la erudición, el impulso hacia la objetividad y potenciales creativos.

## Puntos de vista políticos
L. S. Klejn es partidario convencido de los valores liberales y adversario de la xenofobia y el nacionalismo. Es partidario incondicional de los derechos civiles, pero su ideal democrático está matizado: no idealiza el igualitarismo y la anarquía. Su humanitarismo también está matizado: en su opinión, la caridad no debe estimular el parasitismo y dañar a la sociedad. Está insatisfecho con la contraposición polar simplificada entre el patriotismo y la rusofobia. Rechaza el patriotismo reducido a la xenofobia, el miedo y el odio. Para él, ese tipo de patriotismo es "el último refugio de un sinvergüenza". El patriotismo apropiado es amor al propio país y a la gente, y no excluye la estima por otros pueblos. Se basa en el amor y no en el odio. Un amor sincero se conjuga con el deseo de que las personas y el país lleguen a la perfección y corrijan las fallas y, por lo tanto, las revelen. Y así la crítica de un pueblo y un país amado no es rusofobia sino un patriotismo apropiado, mientras que el deseo de ocultar los defectos revela indiferencia hacia la gente y el país, característicos del populismo y un anhelo servil de servir a los que están en el poder. En su artículo "Diagnosis", Klejn detalla el proceso continuo de nazificación de Rusia tanto desde arriba como desde abajo.